# Feuerbach-kör
A geometriában a Feuerbach-kör vagy „a kilenc pont köre” egy nevezetes kör, amely bármely háromszöghöz megszerkeszthető. Kilenc nevezetes ponton megy át, melyek közül hat a háromszög oldalain található, ha a háromszög nem tompaszögű.
A Feuerbach-kört nevezik még Euler-körnek (nem összetévesztendő a gráfelméletben ismeretes Euler-körrel), Terquem-körnek, a hatpontú körnek, a tizenkétpontú körnek vagy n-pontú körnek is.
A Feuerbach-kör tehát azonos a felezésponti háromszög körülírható körével, a talpponti háromszög körülírható körével és azzal a körrel, melyet a körülírható körből a magasságpontra, mint középpontra vonatkozó 1/2 arányú kicsinyítéssel kapunk.

## Tétel
A Feuerbach-kör átmegy a következő pontokon:
- a háromszög oldalfelező pontjai,
- a háromszög magasságainak talppontjai,
- a magasságpontot a csúcsokkal összekötő szakaszok felezőpontjai.[* 1]

### Bizonyítás vektorokkal

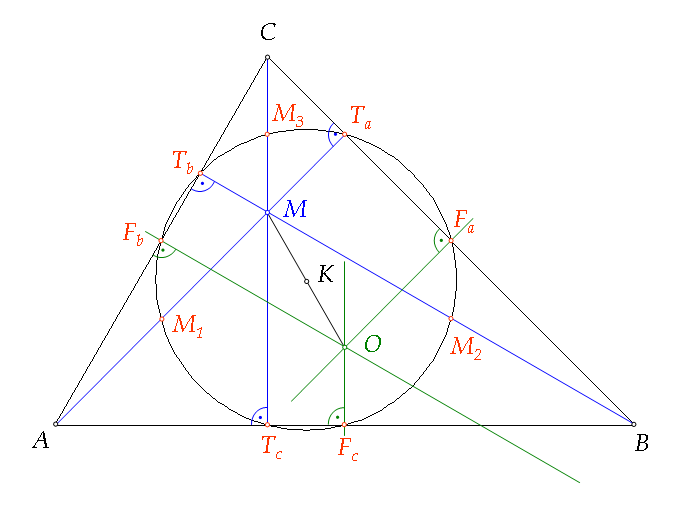
A Feuerbach-kör és a nevezetes pontok

A három csúcs szerepének egyenrangúsága miatt elég, ha a tételben említett háromfajta pont közül egy-egyre bizonyítjuk. 
Kell, hogy {\displaystyle F_{c}}, {\displaystyle T_{c}}, {\displaystyle M_{3}} az {\displaystyle OM} szakasz {\displaystyle K} felezőpontjától {\displaystyle {\frac {r}{2}}} távolságra vannak, ahol {\displaystyle r} a körülírt kör sugarát jelenti.
{\displaystyle {\vec {k}}={\frac {\vec {m}}{2}}={\frac {{\vec {a}}+{\vec {b}}+{\vec {c}}}{2}}}; {\displaystyle {\vec {F_{c}}}={\frac {{\vec {a}}+{\vec {b}}}{2}}}; {\displaystyle {\vec {KF_{c}}}={\vec {F_{c}}}-{\vec {k}}=-{\frac {\vec {c}}{2}}\longrightarrow {\vec {KF_{c}}}={\frac {r}{2}}}, azaz {\displaystyle |{\vec {c}}|=r}.
{\displaystyle MC} szakasz {\displaystyle M_{3}} felezőpontjának {\displaystyle {\vec {m_{3}}}={\frac {{\vec {m}}+{\vec {c}}}{2}}={\vec {k}}+{\frac {\vec {c}}{2}}} helyvektora {\displaystyle \longrightarrow |{\vec {KM_{3}}}|={\frac {r}{2}}}.
Kell, hogy {\displaystyle F_{c}}, {\displaystyle M_{3}} szakasz a {\displaystyle K} körül {\displaystyle {\frac {r}{2}}} sugárral írt kör átmérője, hiszen {\displaystyle {\vec {KF_{c}}}} és {\displaystyle {\vec {KM_{3}}}} csak előjelben különbözik. A Thalész-tétel miatt a {\displaystyle C}-ből húzott magasság {\displaystyle T_{c}} talppontja is ugyanazon a körön van, hiszen e pontból ({\displaystyle F_{c}\neq T_{c}}) az {\displaystyle F_{c}\ M_{3}} szakasz derékszög alatt látszik.

### Bizonyítás négyszögekkel
Az ábra jelöléseivel az FbM1M2Fa négyszög téglalap. Az FbM1 szakasz a pontok definíciója alapján az AMC háromszög középvonala, azaz párhuzamos a CM szakasszal. Ugyanezért FaM2 szakasz is párhuzamos vele, tehát egymással is párhuzamosak.
Az AMB háromszög középvonala M1M2, az ACB háromszögé FaFb, és mindkettő az AB oldallal párhuzamos, tehát párhuzamosak és egyenlő hosszúak. Továbbá CM merőleges mindkettőre, mivel az ACB egyik magasságvonala.
A téglalap húrnégyszög, a köré írható kör Q középpontja az átlók felezőpontja: {\displaystyle Q=F_{b}M_{1}\cap F_{a}M_{2}}
Hasonlóan vezethető le, hogy M3M2FcFb négyszög is téglalap. A két téglalap egy átlója közös, tehát a köréjük írható körök egybeesnek. A középháromszög csúcsai és az oldalfelező pontok tehát egy körön vannak.
Az M3Fc a kör átmérője, M3Tc pedig merőleges AB-re, így TcFc-re is. A Thalész-tétel alapján tehát Tc is ezen a körön van, valamint hasonló okokból Ta és Tb is. QED

## Nevezetes pontok
A bizonyításhoz készült ábra az ABC háromszög Feuerbach-körének kilenc nevezetes pontját mutatja, ezeket piros színnel jelöltük. A Feuerbach-kör középpontja az M magasságpont és az O körülírható kör középpontját összekötő szakasz felezéspontja (K), az MO szakasz pedig az Euler-egyenesbe esik. A kör ívén elhelyezkedő kilenc nevezetes pont: Fa, Fb és Fc a háromszög oldalainak felezéspontjai, Ta, Tb és Tc a háromszög magasságvonalainak talppontjai, M1, M2 és M3 pedig a rendre a magasságpontot a csúcsokkal összekötő szakaszok felezéspontjai, azaz a középponti háromszög csúcsai.
Az ábrából kiolvasható, hogy ha a háromszög egyenlő szárú, akkor a Feuerbach-körnek a háromszög alapja az érintője. Ennek következtében a szabályos háromszög esetén a Feuerbach-kör és a beírt kör megegyezik.

## Érintő körök

A Feuerbach-kör és az érintő körök

1822-ben Karl Feuerbach felfedezte, hogy bármely háromszög kilenc pont köre kívülről érinti a háromszög hozzáírt köreit és a beírt kört is érinti, ezt szokták Feuerbach-tételnek nevezni. Azt állította:
…a kör, ami keresztülmegy a háromszög magasságainak talppontjain, érinti mind a négy kört, amik a háromszög oldalait érintik…
A pontot, ahol a beírt kör és a kilenc pont köre érintkeznek, Feuerbach-pontnak is szokás hívni. Ez a pont szabályos háromszögben definiálatlan, hiszen ekkor az előző szakaszban említettek okán e két kör egybeesik.

## A Feuerbach-kör tulajdonságai
A Feuerbach-körrel kapcsolatban több érdekes állítás is tehető. Ezek közül néhány ismertebbet sorolunk fel.

### Tétel
A Feuerbach-kör sugara feleakkora, mint a háromszög körülírt körének sugara.

Kapcsolat a köréírt körrel

#### Bizonyítás
A Feuerbach-kör átmegy a középponti háromszög csúcsain. Ez a háromszög az eredeti háromszög 1:2 arányú kicsinyített képe, így a köré írható körök sugara is ugyanígy aránylik egymáshoz. QED

### Tétel
A Feuerbach-kör középpontja rajta van a háromszög Euler-egyenesén, és éppen felezi a háromszög magasságpontja és a körülírt kör középpontja közötti szakaszt.

#### Bizonyítás
A talpponti és a középponti háromszög csúcsai rajta vannak Feuerbach-körön. A két háromszög egybevágó, egymásból egy 180°-os elforgatással származtathatóak. A két háromszög magasságpontja az eredeti háromszög magasságpontja, illetve a köré írható kör középpontja. Ezeket a forgatás egymásba viszi át, a forgatási középpont pedig a Feuerbach-kör középpontja,ebből már adódik az állítás. QED

### Tétel

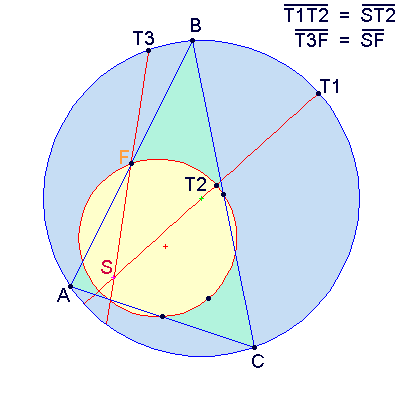
A Feuerbach-kör és a magasságvonalak

A háromszög körülírt körének bármely pontját a magasságponttal összekötő szakasz felezőpontja rajta van a Feuerbach-körön.

#### Bizonyítás
Legyen a Feuerbach kör középpontja F, a köré írható köré O, a háromszög magasságpontja pedig M. A köré írható körön vegyünk fel egy P pontot! A PM szakasz felezőpontja legyen Q!
A PMO és a QMF háromszögek hasonlóak, mivel QF előbbinek a középvonala. Továbbá 2·QF=PO ugyanezen okból. Mivel PO a köréírható kör sugara, ennek fele pedig a Feuerbach-köré, ezért ez utóbbi éppen QF-fel egyenlő. Ez azt jelenti, hogy Q a Feuerbach-kör egyik pontja. QED

#### Bizonyítás II.
Mivel az MO szakasz felezőpontja F, ezért az M pont lehet egy λ=2 arányú hasonlóság középpontja is. Ekkor a Feuerbach-kör képe a háromszög köré írható kör lesz. QED

### Tétel
Ha a háromszög derékszögű, akkor az átfogóhoz tartozó súlyvonal a Feuerbach-kör egyik átmérője.

#### Bizonyítás
A Feuerbach-kör középpontja felezi a magasságpont és a köréírható kör középpontja közötti szakaszt. Derékszögű háromszög esetén előbbi a derékszögű csúcs, utóbbi az átfogó felezőpontja, a kettő közötti szakasz tehát az átfogóhoz tartozó súlyvonal. QED
A Feuerbach-kör az ortocentrikus pontnégyesekkel is szoros kapcsolatban van. Ezt az alábbi két állítás mutatja meg.

### Tétel
Egy ortocentrikus pontnégyesből megalkotható mind a négy háromszögnek ugyanaz a Feuerbach-köre.
A beírt kör és a hozzáírt körök középpontjai ortocentrikus pontnégyest alkotnak. A pontnégyeshez tartozó Feuerbach-kör éppen az eredeti háromszög körülírt köre. Az ortocentrikus pontnégyes által meghatározott háromszög magasságtalppontjai éppen az eredeti háromszög csúcspontjai.

## Felfedezése
Bár Karl Wilhelm Feuerbachnak tulajdonítják a felfedezését, valójában még csak nem is ő fedezte fel a maga teljességében a kilenc pont körét. Feuerbach megtalálta a hat pont körét, felismerte a háromszög oldalfelező pontjainak és a magasságok talppontjainak a jelentőségét (az első ábrán az Fa, Fb, Fc, Ta, Tb és Tc pontok.) (Valamivel korábban Charles Brianchon és Jean-Victor Poncelet kimondta és bebizonyította ugyanazt a tételt.) Nem sokkal Feuerbach után, Olry Terquem bizonyította a kör létezését. Ő volt az első, aki felismerte a jelentőségét a másik három pontnak, azaz a magasságpontot a csúcsokkal összekötő szakaszok felezőpontjainak. (az első ábrán az M1, M2 és M3 pontok.) Így Terquem volt az, aki a kilenc pont köre kifejezést először használta.

## Külső hivatkozások
- KöMaL: A Feuerbach-kör érinti az érintő köröket Archiválva 2006. július 21-i dátummal a Wayback Machine-ben
- Nine Point Center by Antonio Gutiérrez from Geometry Step by Step from the Land of the Incas.
- History about the nine-point circle based on J.S. MacCay's article from 1892: History of the Nine Point Circle
- Nine Point Circle in Java at cut-the-knot
- Feuerbach's Theorem: a Proof at cut-the-knot
- Special lines and circles in a triangle (requires Java)